# Convention baptiste du Vietnam
La Convention baptiste du Vietnam (vietnamien : Giáo hội Báp-tít Việt Nam) est une association chrétienne évangélique d'églises baptistes au Vietnam. Elle est affiliée à l’Alliance baptiste mondiale. Son siège est situé à Hô-Chi-Minh-Ville.

## Histoire

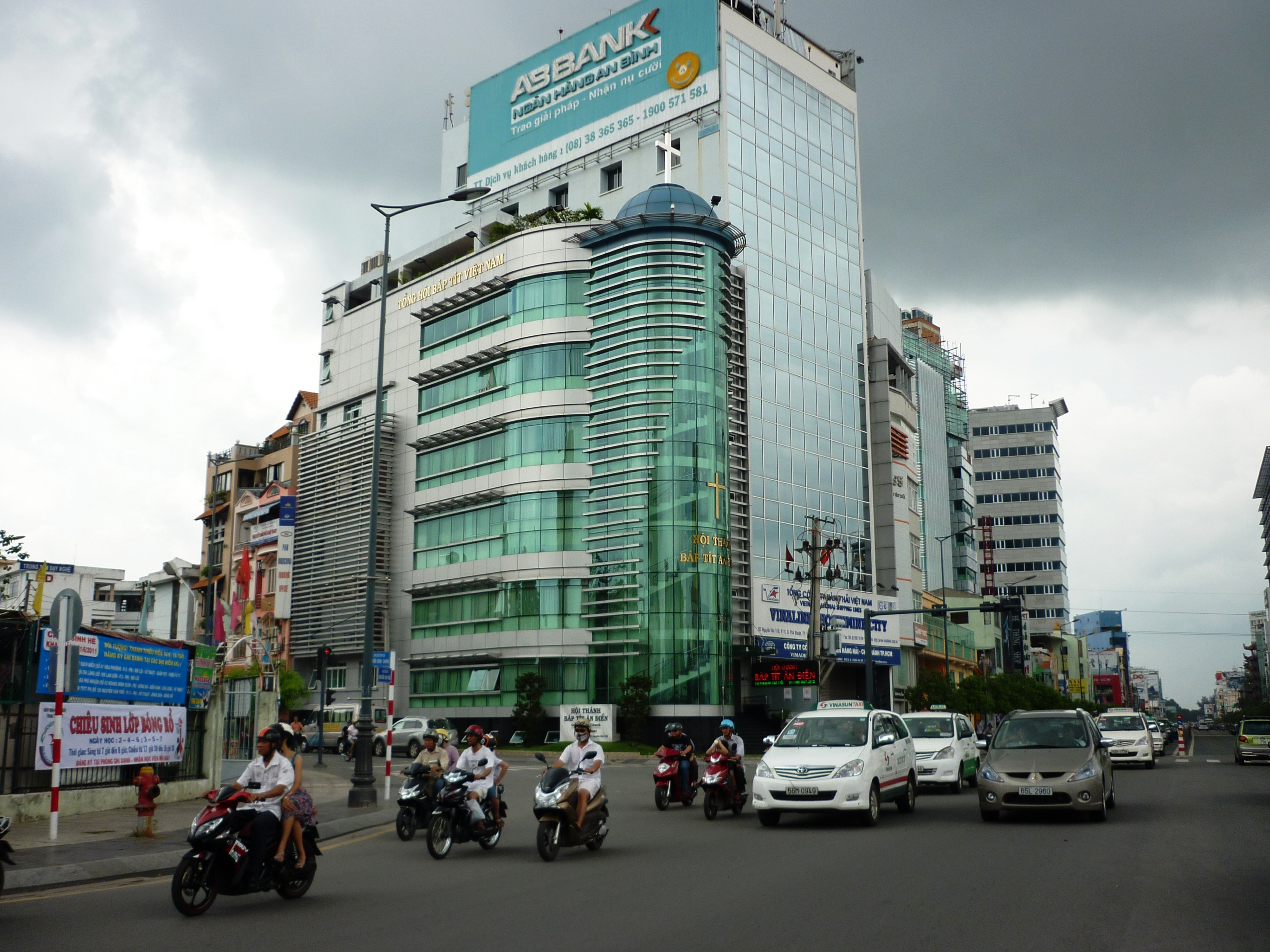
Église baptiste Grace à Ho Chi Minh Ville.

La Convention a ses origines dans une mission américaine du Conseil de mission internationale en 1959 à Hô-Chi-Minh-Ville (portant encore alors le nom de Saïgon). Elle est officiellement fondée en 1989. Selon un recensement de l’association, en 2023 elle disait avoir 509 églises et 51,000 membres.

## Écoles
En 2023, elle a fondé le Séminaire théologique baptiste du Vietnam à Hô-Chi-Minh-Ville .